# Dyskancista
Dyskancista (dyszkancista) – chłopiec śpiewający w chórze kościelnym. Nazwa pochodzi od słowa dyskant (dyszkant), oznaczającego górny (często najwyższy) głos w utworach muzyki dawnej. 
Od początku XVII wieku otrzymał nazwę sopranu (sopran), a w tradycyjnej muzyce barokowej używano określenia cantus.